# Gierdaure
Gierdaure är en sjö i Arvidsjaurs kommun i Lappland och ingår i Piteälvens huvudavrinningsområde. Sjön är 4,1 meter djup, har en yta på 0,555 kvadratkilometer och är belägen 367 meter över havet.

## Delavrinningsområde
Gierdaure ingår i det delavrinningsområde (731948-163681) som SMHI kallar för Inloppet i Västra Gangsjajaure. Medelhöjden är 394 meter över havet och ytan är 8,67 kvadratkilometer. Räknas de 13 avrinningsområdena uppströms in blir den ackumulerade arean 130,39 kvadratkilometer. Abmoälven som avvattnar avrinningsområdet har biflödesordning 2, vilket innebär att vattnet flödar genom totalt 2 vattendrag innan det når havet efter 186 kilometer. Avrinningsområdet består mestadels av skog (89 procent). Avrinningsområdet har 0,72 kvadratkilometer vattenytor vilket ger det en sjöprocent på 8,3 procent.